# Abu al-Abbás al-Nabati
Abu al-Abbás al-Nabati (en árabe: أبو العباس النباتي‎, Abu l-‘Abbās al-Nabātī) (1200 d. C.) fue un botánico, farmacéutico y teólogo andalusí. Es conocido por el desarrollo del método científico en el área de la materia médica. Sus técnicas tales como la separación de los informes verificados y no verificados condujeron al desarrollo del campo de la farmacología. Fue el maestro de su colega botánico Ibn al-Baitar.
Publicó en el siglo XIII varios libros y diccionarios sobre el uso de las plantas medicinales, describiendo cada especie de planta y las partes que eran usadas para cada remedio, detallando los procedimientos de preparación de estos mismos.

## Biografía
Aunque referido a menudo por varios apodos, su nombre de nacimiento era de Nabati Ahmad bin Muhammad bin bin Abdillah Mufarrij. Nabati era descendiente de esclavos liberados, por lo cual recibió el apodo de "Ibn al-Rumiyah"  o "hijo de la mujer romana" la cual se debía a su antigua etnia, un hecho que causaba vergüenza en Nabati.
Nacido en Sevilla, España en 1166,  Nabati realizó viajes a África del norte, el Levante mediterráneo e Irak mientras proseguía con su educación, eventualmente estuvo pasando un período en Alejandría durante el año 1216. Más tarde regresó a Sevilla y abrió una farmacia.
Nabati era también un teólogo. A pesar de que inicialmente siguió el Malikismo que era una escuela del Islam sunni, Nabati eligió más adelante cambiar a  escuela Zahirite,  que se describe como un adherente "fanático" de las enseñanzas del filósofo Ibn Hazm. Murió en 1240.

## Obras
A su regreso a España, Nabati es autor de la famosa obra "Viaje botánico", un libro que trata acerca de diversas especies de plantas y hierbas en las cuales basó sus observaciones alrededor del mundo.
Nabati también escribió un comentario sobre el libro del griego Dioscórides, que llevaba el título acerca de "Materia Médica".  El comentario de Nabati era intentar de reunir la labor tanto de Dioscórides y Ibn Juljul, además de aquello las tradiciones anteriores y sus propias contribuciones originales acerca de las plantas de la península ibérica.